# 水谷頴介
水谷 穎介（みずたに えいすけ、1935年2月14日 - 1993年2月4日）は東京都世田谷区出身の建築家、都市計画家。一級建築士、技術士（都市及び地方計画）などの資格の他、工学博士を晩年授与している。
座右の銘は村野藤吾の「時流にのるな、多数になるな、在野精神」。

## 人物
代表的な都市計画として、六甲アイランド、ポートアイランド、シーサイドももちなどのウォーターフロント開発、八幡浜市総合計画や大谷幸夫との協働による麹町再開発計画(1961年)などがある。
福岡シーサイドももちでは、親友関係である宮脇檀をコーディネーターとして招き、当時では珍しい地元の建築家の参加によるまちづくり、住宅地開発を行っている。また同地では、低層の美しい町並みが特徴で福岡市の第8回都市景観賞を受賞している「世界の建築家通り」を企画した。地元の建築家だけではなく、黒川紀章やマイケル・グレイブス、葉祥栄、木島安史+YAS都市研究所、株式会社計画・環境建築、TIGERMAN McCURRY ARCHITECT、美川淳而+株式会社環・設計工房、出江寛を参加させている。
またシンポジウムのまとめ役なども数多くつとめている。建築家の視点を持つ空間までイメージできる数少ない都市計画家、と建築評論家の長谷川堯に評価されている。
大規模な都市開発での活動が目立つが、町単位での住人の活動を中心とした「町住区」（まち住区）という理論を提起している。これは神戸市企画局と1974年に「まち住区素描」として検討を開始、阪神大震災直後その実効性・有効性が確認された。
1992年に水谷は博士論文「町住区と市街地再構成計画の研究」としてこの概念をまとめるにいたる。まちはコンパクト・人間サイズを標準単位とした「自律圏」であることを目指すべき到達点とし、結果として持続可能社会(Sustainable Community)となる。その環境・経済・地域が自律した生活圏を「まち住区」と名付けたのである。
近隣住区を超え、環境的にも地域経済としても自律循環をめざし、自己決定できるコミュニティとして、自律生活圏（まち住区、コンパクトタウン）の確立こそが、住民主体のまちづくりのゴールであり、災害に強い（打たれ強い）市街地の基本となる。
こうして都市計画家としての独自の視点や阪神間での暮らしの影響から、規模に関係なく町単位での建築のあり方を重要とした。また周辺環境との調和を考え、「建築に自信がない時は、木で隠してしまえ」という言葉から、当時事務所にアルバイトとして在籍していた安藤忠雄も表参道ヒルズを並木より低層にするという手法を実践している。
建築家としては住宅の作品が多く、1968年の加藤秀俊邸、1972年の「夙川の家」などがあるが木、コンクリート、煉瓦といった素材に対する考え方はルイス・I・カーンの影響を受けている。共著「家家」では、「季節感の表現が、住宅設計では欠かせない。」と著している。
住宅以外では、1968年に竣工した四国物産本社ビルがあり、日本のコンクリート近代建築を代表する建築のひとつとされている。また、1981年には岡田祐一郎らと広島県の竹原市町並み保存センターを設計している。竹原市では1976年から広島県が国土庁の伝統的文化都市環境保存地区整備事業の認定をうけ、大学研究室の伝統的町並みの調査と住民らの保存運動を展開していたため、水谷らはまちづくりに主体的に関与していくこととなった。その後竹原市の取り組みは「都市景観大賞」入賞、1986年手づくり郷土賞-人と風土が育てた家並み、を受賞した。
晩年福岡県福岡市の能古島に移り住み、大学の講義のために神戸まで通っていた。氏の没後本人設計の自邸は家族により自宅兼レストラン風庵（2020年閉店）として活用され、また、子息である水谷元（ミズタニハジメ）は現在、水谷元建築都市設計室を能古島の自宅で主宰している。
指導者としても熱心に指導し多くの人材を育てた。1999年に新設された関西まちづくり賞で第1回に受賞した阪神大震災復興市民まちづくり支援ネットワークのメンバーの多くは、水谷頴介の弟子である。1986年から弟子があつまる株式会社コー・プランの監査役を引き受け、また同社のマーク、仏教の五大思想を形象化したもの（○△□）を病院のベッドの上でボールペンで描いたという。芦屋霊園にある墓石には、同じ「○△□」が象られたものが置かれている。さらに、水谷の弟子たちを中心に「水谷ゼミナール」を結成し、都市計画やまちづくりなどの研究研磨を図っている。
神戸市で開かれた「しのぶ会」には、安藤忠雄、宮脇檀、大谷幸夫らの建築家や建築歴史家の長谷川堯などの関係者五百人近くが集まり、「反中央」「在野精神」といった言葉で、その姿勢とおおらかな人柄を振り返った。

## 略歴
- 1935年 東京都世田谷区生まれ
- 1952年 「東大に行くための高校は嫌だ」を理由に灘高等学校から兵庫県立芦屋高等学校に転校
- 1954年 兵庫県立芦屋高等学校卒業。神戸大学工学部建築学科入学。
- 1956年 日本建築学会競技設計-集合住宅 で、入選。尼崎記念競技設計第一次入選
- 1957年 大学卒業。大阪市立大学大学院修士課程（工学研究科都市計画専攻）進学。
- 1959年 大学院修士課程修了
- 1959年～1960年都市計画同人TUR・水谷研究室主宰
- 1959年～1960年まで （株）久米建築事務所、1960年～1970年まで 大阪市立大学工学部助手
- 1965年 鈴蘭台地区開発基本計画で、日本都市計画学会石川賞受賞。
- 1969年～1980年 大阪芸術大学講師
- 1969年～1983年 九州芸術工科大学講師
- 1970年～1981年（株）都市・計画・設計研究所
- 1971年～ 伊丹市都市計画審議会委員
- 1972年～1986年（財）社会システム研究所理事・所長
- 1973年 大阪市泉北ニュータウン第2回光明池ハウジングプロジェクト設計競技で佳作入選
- 1978年～ 明石市建築審査会委員
- 1979年～1993年 神戸大学講師
- 1984年～ 全国町並保存連盟常任理事
- 1986年～ 加古川市建築審査会会長
- 1991年～1993年 神戸芸術工科大学講師
- 1993年 福岡市の小島、能古島に移り住み、胃がんのため57歳で没。

## 文献

### 著書
- 1972年 地域・環境・計画（SD選書）
- 1975年 世界の街なみ
- 1984年 家家（学芸出版社） 西沢文隆、出江寛、石井修、共著